# Wicked Twister
Wicked Twister in Cedar Point (Sandusky, Ohio, USA) war eine Stahlachterbahn vom Typ Impulse Coaster Twist & Twist des Herstellers Intamin, die am 5. Mai 2002 eröffnet wurde. Am 6. August 2021 hat Cedar Point bekannt gegeben, dass Wicked Twister am 6. September 2021 geschlossen wird.
Bis zur Eröffnung von Legendary Twin Dragon im Chongqing Sunac Land (Volksrepublik China) am 3. Februar 2021 war Wicked Twister die einzige Auslieferung von der Impulse-Coaster-Variante Twist & Twist weltweit.

## Fahrt
Der Zug wurde aus der Station heraus mittels Linearmotoren (LIM) auf den ersten Turm beschleunigt. Dabei erreichte er aber die maximale Höhe nicht. Nach der Abfahrt durchfuhr der Zug rückwärts die Station, in der er auf den anderen Turm beschleunigt wurde. Dabei erreichte er eine größere Höhe. Nun durchfuhr der Zug wieder die Station vorwärts, wobei er wieder beschleunigt wurde. Der ganze Vorgang geschah mehrere Male, bis er die maximale Höhe erreichte. Nach der Fahrt wurde der Zug in der Station durch die LIMs sanft abgebremst.

## Zug
Wicked Twister besaß einen einzelnen Zug mit acht Wagen. In jedem Wagen konnten vier Personen (zwei Reihen à zwei Personen) Platz nehmen. Dadurch war eine maximale Kapazität von 1200 Personen pro Stunde möglich. Als Rückhaltesystem kamen Schulterbügel zum Einsatz. Die Fahrgäste mussten mindestens 132 cm und höchstens 198 cm groß sein, um mitfahren zu dürfen.